# Iwan Markiełow
Iwan Aleksandrowicz Markiełow (ros. Иван Александрович Маркелов; ur. 17 kwietnia 1988 w Leningradzie) – rosyjski piłkarz, lewy skrzydłowy.
Wychowanek Zenitu Petersburg. Od 2017 roku zawodnik klubu Anży Machaczkała.